# Metaurum
Metaurum (en grec antic Μέταυρος) era una ciutat de la costa oest del Brútium a la desembocadura del riu Metaurus.
Segons Esteve de Bizanci va ser una colònia dels locris però no va agafar gaire embranzida. Hi va néixer probablement el poeta Estesícor, encara que altres fonts el fan natiu d'Hímera. Gai Juli Solí diu que va ser fundada pels zancleus.
Pomponi Mela parla d'e la ciutat com si existís a la seva època, i Estrabó i Plini el Vell mencionen només el riu. La ciutat hauria desaparegut al final de la República Romana.